# 德魯里嶺
83°39′S 55°45′W / 83.650°S 55.750°W
德魯里嶺（英語：Drury Ridge）是南極洲的山嶺，位於伊利沙伯女皇地，屬於彭薩科拉山脈中尼普頓山脈的一部分，全長17公里，根據美國地質調查局的測量和美國海軍的空中照片被繪入地圖。